# Bơi lội tại Đại hội Thể thao Đông Nam Á 2009
Bơi lội tại Đại hội Thể thao Đông Nam Á năm 2009 diễn ra tại Viêng Chăn, Lào, trong khuôn khổ SEA Games lần thứ 25. Diễn ra từ ngày 10 đến 14 tháng 12 năm 2009 tại Trung tâm Thể thao Dưới nước, Khu phức hợp thể thao Quốc gia, bộ môn bơi gồm 32 nội dung thi đấu trong hồ bơi tiêu chuẩn 50 m.
Các nội dung thi đấu bao gồm đầy đủ các cự ly quốc tế:
- Nam & Nữ: tự do (50, 100, 200, 400, 800 nữ; 1500 m nam), ngửa (100, 200), ếch (100, 200), bướm (100, 200), hỗn hợp cá nhân (200, 400), và 3 nội dung tiếp sức: 4×100 m tự do, 4×200 m tự do, 4×100 m hỗn hợp

Đoàn thể thao Singapore giành được 14 huy chương vàng, xếp vị trí thứ nhất toàn đoàn.

## Tóm tắt kết quả

### Nội dung của nam
| Nội dung                   | Vàng                                                                                         | Vàng        | Bạc                                                                         | Bạc      | Đồng                                                                                     | Đồng     |
| -------------------------- | -------------------------------------------------------------------------------------------- | ----------- | --------------------------------------------------------------------------- | -------- | ---------------------------------------------------------------------------------------- | -------- |
| 50 m tự do                 | Daniel Coakley · Philippines                                                                 | 22.62 GR    | Arwut Chinnapasaen · Thái Lan                                               | 22.75    | Russell Ong · Singapore                                                                  | 22.98    |
| 100 m tự do                | Daniel Bego · Malaysia                                                                       | 50.16 GR    | Charles Walker · Philippines                                                | 50.96    | Russell Ong · Singapore                                                                  | 51.05    |
| 200 m tự do                | Daniel Bego · Malaysia                                                                       | 1:49.22 GR  | Miguel Molina · Philippines                                                 | 1:51.71  | Joshua Lim · Singapore                                                                   | 1:51.76  |
| 400 m tự do                | Daniel Bego · Malaysia                                                                       | 3:53.99 GR  | Ryan Arabejo · Philippines                                                  | 3:56.06  | Sarit Tiewong · Thái Lan                                                                 | 3:57.79  |
| 1500 m tự do               | Ryan Arabejo · Philippines                                                                   | 15:37.75 GR | Kevin Yeap · Malaysia                                                       | 15:51.80 | Punyawee Sontana · Thái Lan                                                              | 16:02.21 |
|                            |                                                                                              |             |                                                                             |          |                                                                                          |          |
| 100 m bơi ngửa             | Glenn Victor Sutanto · Indonesia                                                             | 56.42       | Rainer Ng · Singapore                                                       | 56.73    | Zach Ong · Singapore                                                                     | 56.89    |
| 200 m bơi ngửa             | Zach Ong · Singapore                                                                         | 2:03.27     | Ryan Arabejo · Philippines                                                  | 2:04.36  | Rainer Ng · Singapore                                                                    | 2:06.10  |
|                            |                                                                                              |             |                                                                             |          |                                                                                          |          |
| 100 m bơi ếch              | Nguyễn Hữu Việt · Việt Nam                                                                   | 1:01.60 GR  | Indra Gunawan · Indonesia                                                   | 1:01.92  | Vorrawuti Aumpiwan · Thái Lan                                                            | 1:02.60  |
| 200 m bơi ếch              | Nuttapong Ketin · Thái Lan                                                                   | 2:13.42 GR  | Nguyễn Hữu Việt · Việt Nam                                                  | 2:15.25  | Indra Gunawan · Indonesia                                                                | 2:17.09  |
|                            |                                                                                              |             |                                                                             |          |                                                                                          |          |
| 100 m bơi bướm             | Daniel Bego · Malaysia                                                                       | 53.82 GR    | Donny Utomo · Indonesia                                                     | 55.53    | Hoàng Quý Phước · Việt Nam                                                               | 55.65    |
| 200 m bơi bướm             | Daniel Bego · Malaysia                                                                       | 2:00.61     | Donny Utomo · Indonesia                                                     | 2:00.90  | Võ Thái Nguyên · Việt Nam                                                                | 2:01.34  |
|                            |                                                                                              |             |                                                                             |          |                                                                                          |          |
| 200 m hỗn hợp cá nhân      | Miguel Molina · Philippines                                                                  | 2:03.68     | Nuttapong Ketin · Thái Lan                                                  | 2:04.17  | Joshua Lim · Singapore                                                                   | 2:05.33  |
| 400 m hỗn hợp cá nhân      | Miguel Molina · Philippines                                                                  | 4:27.00     | Nuttapong Ketin · Thái Lan                                                  | 4:27.57  | Võ Thái Nguyên · Việt Nam                                                                | 4:30.78  |
|                            |                                                                                              |             |                                                                             |          |                                                                                          |          |
| 4 × 100 m tiếp sức tự do   | Singapore · Russell Ong · Joshua Lim · Danny Yeo · Zach Ong                                  | 3:23.22 GR  | Philippines · Kendrick Uy · Charles Walker · Daniel Coakley · Miguel Molina | 3:24.35  | Indonesia · Triady Fauzi Sidiq · Glenn Victor Sutanto · Guntur Pratama · Brian Howard Ho | 3:25.34  |
| 4 × 200 m tiếp sức tự do   | Singapore · Marcus Cheah · Joshua Lim · Clement Lim · Zach Ong                               | 7:30.73 GR  | Philippines · Charles Walker · Jessie Lacuna · Ryan Arabejo · Miguel Molina | 7:31.10  | Malaysia · Foo Jian Beng · Kevin Yeap · Kevin Lim · Daniel Bego                          | 7:36.89  |
| 4 × 100 m tiếp sức hỗn hợp | Indonesia · Guntur Pratama Putra · Indra Gunawan · Glenn Victor Sutanto · Triady Fauzi Sidiq | 3:41.72 GR  | Singapore · Rainer Ng · Ng Jia Hao · Clement Lim · Russell Ong              | 3:44.15  | Philippines · Ryan Arabejo · Miguel Molina · James Walsh · Charles Walker                | 3:46.32  |

### Nội dung của nữ
| Nội dung                   | Vàng | Vàng           | Bạc | Bạc     | Đồng | Đồng    |
| -------------------------- | --- | -------------- | --- | ------- | --- | ------- |
| 50 m tự do                 | Amanda Lim · Singapore                                                                                    | 25.82 GR       | Quah Ting Wen · Singapore | 25.88   | Chui Lai Kwan · Malaysia | 26.22   |
| 100 m tự do                | Quah Ting Wen · Singapore                                                                                 | 56.03 GR       | Natthanan Junkrajang · Thái Lan | 56.33   | Amanda Lim · Singapore | 56.60   |
| 200 m tự do                | Quah Ting Wen · Singapore                                                                                 | 2:00.57 GR     | Natthanan Junkrajang · Thái Lan | 2:01.65 | Rutai Santadvatana · Thái Lan | 2:03.90 |
| 400 m tự do                | Khoo Cai Lin · Malaysia                                                                                   | 4:10.75 GR     | Lynette Lim · Singapore | 4:11.24 | Quah Ting Wen · Singapore | 4:17.85 |
| 800 m tự do                | Lynette Lim · Singapore                                                                                   | 8:35.41 GR     | Khoo Cai Lin · Malaysia | 8:45.36 | Rutai Santadvatana · Thái Lan | 8:50.50 |
|                            | |                | |         | |         |
| 100 m bơi ngửa             | Tao Li · Singapore                                                                                        | 1:02.96 GR     | Shana Lim · Singapore | 1:03.56 | Chui Lai Kwan · Malaysia | 1:03.91 |
| 200 m bơi ngửa             | Tao Li · Singapore                                                                                        | 2:17.12        | Chavisa Thaveesupsoonthorn · Thái Lan | 2:19.87 | Shana Lim · Singapore | 2:20.98 |
|                            | |                | |         | |         |
| 100 m bơi ếch              | Siow Yi Ting · Malaysia                                                                                   | 1:09.82 GR, NR | Roanne Ho · Singapore | 1:12.54 | Erika Kong · Malaysia | 1:13.18 |
| 200 m bơi ếch              | Siow Yi Ting · Malaysia                                                                                   | 2:30.35 GR     | Cheryl Lim · Singapore | 2:34.73 | Phạm Thị Huệ · Việt Nam | 2:35.79 |
|                            | |                | |         | |         |
| 100 m bơi bướm             | Tao Li · Singapore                                                                                        | 59.24 GR       | Marellyn Liew · Malaysia | 1:01.04 | Natnapa Prommuenwai · Thái Lan | 1:01.79 |
| 200 m bơi bướm             | Tao Li · Singapore                                                                                        | 2:13.49 GR     | Khoo Cai Lin · Malaysia | 2:14.30 | Kittiya Patarawadee · Thái Lan | 2:14.64 |
|                            | |                | |         | |         |
| 200 m hỗn hợp cá nhân      | Siow Yi Ting · Malaysia                                                                                   | 2:14.57 GR     | Natthanan Junkrajang · Thái Lan | 2:18.98 | Koh Hui Yu · Singapore | 2:20.71 |
| 400 m hỗn hợp cá nhân      | Natthanan Junkrajang · Thái Lan                                                                           | 4:55.07        | Quah Ting Wen · Singapore | 4:56.32 | Koh Hui Yu · Singapore | 4:56.73 |
|                            | |                | |         | |         |
| 4 × 100 m tiếp sức tự do   | Singapore · Mylene Ong (56.61) · Amanda Lim (56.31) · Lynette Lim (56.62) · Quah Ting Wen (56.19)         | 3:45.73 GR     | Thái Lan · Natthanan Junkrajang (56.22) · Jiratida Phinyosophon (56.29) · Natsaya Susuk (57.32) · Benjaporn Sriphanomtorn (58.26)              | 3:48.09 | Malaysia · Leung Chii Lin (58.23) · Chui Lai Kwan (57.55) · Siow Yi Ting (58.55) · Khoo Cai Lin (57.07)                                           | 3:51.40 |
| 4 × 200 m tiếp sức tự do   | Singapore · Quah Ting Wen (2:02.13) · Lynette Lim (2:00.83) · Amanda Lim (2:05.26) · Mylene Ong (2:03.53) | 8:11.75 GR     | Thái Lan · Benjaporn Sriphanomtorn (2:04.53) · Rutai Santadvatana (2:02.41) · Jiratida Phinyosophon (2:05.46) · Natthanan Junkrajang (2:05.60) | 8:18.00 | Malaysia · Siow Yi Ting (2:08.99) · Lai Wei Li (2:07.87) · Hii Siew Siew (2:08.65) · Khoo Cai Lin (2:03.61)                                       | 8:29.12 |
| 4 × 100 m tiếp sức hỗn hợp | Singapore · Shana Lim (1:03.37) · Roanne Ho (1:11.74) · Tao Li (59.05) · Quah Ting Wen (56.22)            | 4:10.38 GR     | Malaysia · Chui Lai Kwan (1:04.03) · Siow Yi Ting (1:10.40) · Marellyn Liew (1:01.86) · Khoo Cai Lin (56.89)                                   | 4:13.18 | Thái Lan · Chavisa Thaveesupsoonthorn (1:06.73) · Phiangkhwan Pawapotako (1:13.82) · Natnapa Prommuenwai (1:01.85) · Natthanan Junkrajang (57.49) | 4:19.89 |

### Bảng huy chương
| Hạng               | Đoàn               | Vàng | Bạc | Đồng | Tổng số |
| ------------------ | ------------------ | ---- | --- | ---- | ------- |
| 1                  | Singapore          | 14   | 8   | 11   | 33      |
| 2                  | Malaysia           | 9    | 5   | 6    | 20      |
| 3                  | Philippines        | 4    | 6   | 1    | 11      |
| 4                  | Thái Lan           | 2    | 9   | 8    | 19      |
| 5                  | Indonesia          | 2    | 3   | 2    | 7       |
| 6                  | Việt Nam           | 1    | 1   | 4    | 6       |
| Tổng số (6 đơn vị) | Tổng số (6 đơn vị) | 32   | 32  | 32   | 96      |